# Abiskoa
Abiskoa é um gênero de aranhas da família Linyphiidae.